# Gare de Malvern
La gare de Malvern est une gare ferroviaire des États-Unis située à Malvern dans l'État de l'Arkansas. C'est la gare la plus proche du parc national de Hot Springs.

## Histoire
Elle est mise en service en 1916.

## Service des voyageurs

### Desserte
Ligne d'Amtrak : Le Texas Eagle: Los Angeles - Chicago.